# パベル・ジェハーク
パベル・ジェハーク（Pavel Řehák, 1963年10月7日 - ）は、チェコ出身の元サッカー選手でありサッカー指導者。日本における登録名はパベル。

## 経歴

### 選手時代
ムラダー・ボレスラフで生まれ、10歳でプラハに転居。新居がSKスラヴィア・プラハの敷地の近くだったことから自身もスラヴィアのファンになり、11歳からスラヴィアで本格的にサッカーを始める。1984年にクラブとプロ契約を結ぶ。スラヴィアでは25歳から2シーズンのあいだキャプテンも務めた。U-21チェコスロバキア代表として4試合に出場した経験を持つ。
日本移籍の直前にはスペイン2部ヘレスへの移籍話があり、すでに現地に出向いてテストも行っていたが、移籍金の交渉でスラヴィアと折り合わず破談した。1991年、日本サッカーリーグ(JSL)の最終シーズンに東日本JR古河（翌年からはジェフユナイテッド市原に改称）へ移籍。親会社の古河電気工業は当時アイスホッケー部を有しており、その監督がチェコ人のボフミル・プロシェクだったことから、彼のつてを頼って同国人のパベルの獲得が進んだ。Jリーグ開幕戦となったサンフレッチェ広島戦では1-2と敗北したが、ジェフユナイテッド市原の選手としてはJリーグで初めてゴールを決めた。5月25日、第5節横浜マリノス戦では1ゴールを決め、5-0と勝利したが、相手選手の野田知を肘打ちし、Jリーグ史上初めてレッドカードを掲示された選手になった。また6月23日の浦和レッズ戦ではジェフ市原の選手としては初となるハットトリックを達成した。31試合に出場して得点ランキング5位の16ゴールを記録した。
市原ではオルデネビッツ、マスロバルといった選手の加入により試合出場が減り、1995年はJFLの東芝サッカー部に2年契約で移籍（クラブは翌年移転してコンサドーレ札幌に改称）。札幌退団後は古巣のスラヴィア・プラハに復帰し、1997-98シーズンまでプレーを続けた。
引退から半年後、市原時代の同僚だったリトバルスキーから誘われる形で、彼が監督を務めるJFLの新クラブ横浜FCに選手兼コーチとして加入。現役生活最終シーズンとなった1999年のJFLでは20試合8ゴール、第2節水戸ホーリーホック戦ではハットトリックも記録した。

### 指導者時代
引退後は古巣のSKスラヴィア・プラハでユース監督を経て、2001年からトップチームのコーチを務める。
2004年からは同じチェコ人のイワン・ハシェックが監督を務めるヴィッセル神戸のコーチに就任した
。2005年4月に当初監督を務めた松永英機の解任とエメルソン・レオンの新監督就任が発表されると、パベルは新監督就任までのあいだ監督代行として1試合のみ指揮をとり、レオンの監督就任後は現場から離れて育成部コーディネーターのポストに就いたものの、そのレオンもわずか2ヶ月で解任された後現場に復帰、監督に就任した。
しかし、三浦淳宏や播戸竜二など主力に故障者が続出したチームは低迷。パベルは主将の三浦知良（カズ）をスタメンから外し、さらに選手間の投票によって主将を選び直す（後任は三浦淳） などしたが一向にチーム状況は上向かなかった。その後、カズは7月に横浜FCに完全移籍した。結局、チームは31節の大宮アルディージャ戦に敗れてJ2に降格。シーズン終了後に退任した。
2007年1月から古巣のSKスラヴィア・プラハでカレル・ヤロリームの下でアシスタントコーチに就任し、2度のリーグ優勝（2007-08、2008-09）を経験した。2010年6月からはリザーブチームの監督を務めた。
2011年8月、ヤロリームが監督を務めるサウジアラビアのアル・アハリのアシスタントコーチ就任が発表された。
2013年に再びSKスラヴィア・プラハに戻り、ジュニアチームのコーチを務める。2018年からトップチームの監督に就任したインドジフ・トルピショフスキーの下でアシスタントコーチを務め、クラブの躍進を支え続けている。

## 所属クラブ
- 1974年-1991年  SKスラヴィア・プラハ
- 1991年-1994年  東日本JR古河/ジェフユナイテッド市原
- 1995年-1996年  東芝/コンサドーレ札幌
- 1997年-1998年  SKスラヴィア・プラハ
- 1998年  FCペトラ・ドルノヴィツェ
- 1999年  横浜FC

## 個人成績
| 国内大会個人成績 | 国内大会個人成績       | 国内大会個人成績 | 国内大会個人成績 | 国内大会個人成績 | 国内大会個人成績           | 国内大会個人成績 | 国内大会個人成績  | 国内大会個人成績 | 国内大会個人成績 | 国内大会個人成績 | 国内大会個人成績 |
| 年度             | クラブ                 | 背番号           | リーグ           | リーグ戦         | リーグ戦                   | リーグ杯         | リーグ杯          | オープン杯       | オープン杯       | 期間通算         | 期間通算         |
| 年度             | クラブ                 | 背番号           | リーグ           | 出場             | 得点                       | 出場             | 得点              | 出場             | 得点             | 出場             | 得点             |
| チェコスロバキア | チェコスロバキア       | チェコスロバキア | チェコスロバキア | リーグ戦         | リーグ戦                   | リーグ杯         | リーグ杯          | オープン杯       | オープン杯       | 期間通算         | 期間通算         |
| ---------------- | ---------------------- | ---------------- | ---------------- | ---------------- | -------------------------- | ---------------- | ----------------- | ---------------- | ---------------- | ---------------- | ---------------- |
| 1984-85          | スラヴィア・プラハ     |                  |                  | 13               | 1                          |                  |                   |                  |                  |                  |                  |
| 1985-86          | スラヴィア・プラハ     |                  |                  | 18               | 3                          |                  |                   |                  |                  |                  |                  |
| 1986-87          | スラヴィア・プラハ     |                  |                  | 25               | 7                          |                  |                   |                  |                  |                  |                  |
| 1987-88          | スラヴィア・プラハ     |                  |                  | 26               | 4                          |                  |                   |                  |                  |                  |                  |
| 1988-89          | スラヴィア・プラハ     |                  |                  | 25               | 13                         |                  |                   |                  |                  |                  |                  |
| 1989-90          | スラヴィア・プラハ     |                  |                  | 20               | 2                          |                  |                   |                  |                  |                  |                  |
| 1990-91          | スラヴィア・プラハ     |                  |                  | 24               | 7                          |                  |                   |                  |                  |                  |                  |
| 日本             | 日本                   | 日本             | 日本             | リーグ戦         | リーグ戦                   | JSL杯/ナビスコ杯 | JSL杯/ナビスコ杯  | 天皇杯           | 天皇杯           | 期間通算         | 期間通算         |
| 1991-92          | JR古河                 | 27               | JSL1部           | 22               | 8                          | 0                | 0                 |                  |                  |                  |                  |
| 1992             | 市原                   | -                | J                | -                | -                          | 9                | 3                 | 3                | 2                | 12               | 5                |
| 1993             | 市原                   | -                | J                | 31               | 16                         | 5                | 3                 | 3                | 3                | 39               | 22               |
| 1994             | 市原                   | -                | J                | 16               | 1                          | 1                | 0                 | 0                | 0                | 17               | 1                |
| 1995             | 東芝                   | 9                | 旧JFL            | 23               | 11                         | -                | -                 | 1                | 0                | 24               | 11               |
| 1996             | 札幌                   | 9                | 旧JFL            | 16               | 5                          | -                | -                 | 3                | 1                | 19               | 6                |
| チェコ           | チェコ                 | チェコ           | チェコ           | リーグ戦         | リーグ戦                   | リーグ杯         | リーグ杯          | オープン杯       | オープン杯       | 期間通算         | 期間通算         |
| 1996-97          | スラヴィア・プラハ     |                  | ガンブリヌス     | 14               | 3                          |                  |                   |                  |                  |                  |                  |
| 1997-98          | スラヴィア・プラハ     |                  | ガンブリヌス     | 10               | 0                          |                  |                   |                  |                  |                  |                  |
| 1998-99          | ペトラ・ドルノヴィツェ |                  | ガンブリヌス     | 11               | 0                          |                  |                   |                  |                  |                  |                  |
| 日本             | 日本                   | 日本             | 日本             | リーグ戦         | リーグ戦                   | リーグ杯         | リーグ杯          | 天皇杯           | 天皇杯           | 期間通算         | 期間通算         |
| 1999             | 横浜FC                 | 10               | JFL              | 20               | 8                          | -                | -                 | 3                | 4                | 23               | 12               |
| 通算             | チェコスロバキア       | チェコスロバキア |                  | 151              | 37\|\|\|\|\|\|\|\|\|\|\|\| |                  |                   |                  |                  |                  |                  |
| 通算             | チェコ                 | チェコ           | ガンブリヌス     | 35               | 3\|\|\|\|\|\|\|\|\|\|\|\|  |                  |                   |                  |                  |                  |                  |
| 通算             | 日本                   | 日本             | J                | 47               | 17                         | 15               | 6                 | 6                | 5                | 68               | 28               |
| 通算             | 日本                   | 日本             | JSL1部           | 22               | 8                          | 0                | 0\|\|\|\|\|\|\|\| |                  |                  |                  |                  |
| 通算             | 日本                   | 日本             | 旧JFL            | 39               | 16                         | -                | -                 | 4                | 1                | 43               | 17               |
| 通算             | 日本                   | 日本             | JFL              | 20               | 8                          | -                | -                 | 3                | 4                | 23               | 12               |
| 総通算           | 総通算                 | 総通算           | 総通算           | 314              | 89\|\|\|\|\|\|\|\|\|\|\|\| |                  |                   |                  |                  |                  |                  |

その他の公式戦
- 1991年
  - コニカカップ 7試合2得点
- Jリーグ初出場・初得点：1993年5月16日 対サンフレッチェ広島戦（広島スタジアム）
- JSL（1部）初出場：1991年9月15日 対本田技研戦（西が丘サッカー場）
- JSL（1部）初得点：1991年9月29日 対ヤマハ発動機戦（宮城県サッカー場）

## 指導歴
- 2000年-2004年  SKスラヴィア・プラハ[3]
  - 2000年-2001年 ユース監督
  - 2001年-2004年 コーチ
- 2004年-2005年  ヴィッセル神戸[3]
  - 2004年-2005年 コーチ
  - 2005年5月-7月 育成部コーディネイター
  - 2005年7月-12月 監督
- 2007年1月-2011年  SKスラヴィア・プラハ[10]
  - 2007年1月-2010年 アシスタントコーチ
  - 2010年6月-2011年 リザーブ監督
- 2011年-2012年  アル・アハリ アシスタントコーチ[10]
- 2013年-  SKスラヴィア・プラハ[10]
  - 2013年-2017年 ジュニアチームコーチ
  - 2018年- アシスタントコーチコーチ

## 監督成績
| 年度 | 所属 | クラブ | リーグ戦 | リーグ戦 | リーグ戦 | リーグ戦 | リーグ戦 | リーグ戦 | カップ戦   | カップ戦 |
| 年度 | 所属 | クラブ | 順位     | 試合     | 勝点     | 勝利     | 引分     | 敗戦     | ナビスコ杯 | 天皇杯   |
| ---- | ---- | ------ | -------- | -------- | -------- | -------- | -------- | -------- | ---------- | -------- |
| 2005 | J1   | 神戸   | 18位     | 24       | 12       | 2        | 6        | 16       | -          | 4回戦    |

- 2005年の順位は最終順位。